# Evarcha nepos
Evarcha nepos là một loài nhện trong họ Salticidae.
Loài này thuộc chi Evarcha. Evarcha nepos được Octavius Pickard-Cambridge miêu tả năm 1872.